# سیارک ۲۰۵۹۳
سیارک ۲۰۵۹۳ (به انگلیسی: 20593 Freilich، نامگذاری:1999RM180) بیست هزار و پانصد و نود و سومین سیارک کشف شده‌است که در ۹ سپتامبر ۱۹۹۹ کشف شد.
قدر مطلق سیارک برابر ۱۷.۰ است.